# リトルシニア関東連盟出身の主な選手
リトルシニア関東連盟出身の主な選手は、リトルシニア関東連盟を卒業したプロ野球選手および著名人の一覧である。

## 東東京支部
荒川リトルシニア
- 鈴木誠也：二松学舎大付高→広島（12②）
- 秋山正雲：二松学舎大付高→ロッテ（21④）

江戸川中央リトルシニア
- 中村祐太：関東一高→広島（13⑤）

江戸川東リトルシニア（旧・墨田リトルシニア）
- 坪井智哉：ＰＬ学園高→青学大→東芝→阪神（97④）→日本ハム→オリックス
- 筒井正也：国士舘高→国士舘大→ヤマハ→広島（01⑧）→中日

江戸川南リトルシニア
- 北川哲也：暁星国際高→日産自動車→ヤクルト（94①）
- 松井光介：横浜高→亜大→JR東日本→ヤクルト（05大社③）
- 松坂大輔：横浜高→西武（98①）→レッドソックス→メッツ→ソフトバンク→中日→西武
- 小谷野栄一：創価高→創価大→日本ハム（02⑤）→オリックス
- 高口隆行：創価高→創価大→日本ハム（05⑥）→ロッテ→巨人
- 大塚豊：創価高→創価大→日本ハム（09②）
- 三ツ俣大樹：修徳高→オリックス（10②）→中日→ヤクルト

大田リトルシニア
- 山口重幸：岩倉高→阪神（84⑥）→ヤクルト
- 副島孔太：桐蔭学園高→法大→ヤクルト（96⑤）→オリックス

目黒西リトルシニア
- 平野恵一：桐蔭学園高→東海大→オリックス（01自由枠）→阪神→オリックス
- 若林晃弘：桐蔭学園高→法大→ENEOS→巨人（17⑥）

新宿リトルシニア
- 淺間大基：横浜高→日本ハム（14③）
- 今野瑠斗：東京都市大塩尻高→横浜DeNA（22育③）

杉並リトルシニア
- 河田雄祐：帝京高→広島（85③）→西武
- 河内貴哉：國學院久我山高→広島（99①）
- 矢崎拓也：慶應義塾高→慶大→広島（16①）

墨田リトルシニア
- 宇草孔基：常総学院高→法大→広島（19②）

世田谷リトルシニア
- 都築克幸：日大三高→中日（01⑦）→横浜ベイブルース

世田谷西リトルシニア
- 山本泰寛：慶應義塾高→慶大→巨人（15⑤）→阪神
- 正木智也：慶應義塾高→慶大→ソフトバンク（21②）
- 渡部遼人：桐光学園高→慶大→オリックス（21④）
- 木下幹也：横浜高→巨人（20育④）

東京青山リトルシニア（旧・港東リトルシニア）
- 田中彰：創価高→法大→オリックス（04⑤）→広島
- 須永英輝：浦和学院高→日本ハム（03②）→巨人→日本ハム
- 赤坂和幸：浦和学院高→中日（07高①）

東京神宮リトルシニア
- 五十幡亮汰：佐野日大高→中大→日本ハム（20②）

豊島リトルシニア
- 久古健太郎：国士舘高→青学大→日産自動車→日本製紙石巻→ヤクルト（10⑤）

中野リトルシニア
- 寺嶋寛大：浜松学院高→創価大→ロッテ（14④）
- 藤田大清：花咲徳栄高→日本ハム（22育①）

練馬リトルシニア
- 西郷泰之：日本学園高→三菱自動車川崎・三菱ふそう川崎→Honda（※ミスター社会人野球）

東板橋リトルシニア
- 田中怜利ハモンド：帝京五高→ソフトバンク（21育⑤）

東練馬リトルシニア
- 杉谷拳士：帝京高→日本ハム（08⑥）
- 伊藤拓郎：帝京高→横浜DeNA（11⑨）→群馬DP→新日鉄住金鹿島・日本製鉄鹿島
- 樋越優一：千葉経大付高→東農大オホーツク→ソフトバンク（15育③）
- 万波中正：横浜高→日本ハム（18④）
- 羽田慎之介：八王子学園八王子高→西武（21④）

文京リトルシニア
- 松本高明：帝京高→広島（02⑤）

## 西東京支部
保谷リトルシニア
- 清水義之：拓大一高→スリーボンド→横浜大洋（87④）→西武→阪神
- 川北和典：国学院久我山高→プリンスホテル→横浜大洋（91⑧）
- 萩原淳：東海大甲府高→オリックス（91②）→日本ハム→ヤクルト
- 井口資仁：国学院久我山高→青学大→ダイエー（97①）→ホワイトソックス→フィリーズ→パドレス→ロッテ

武蔵府中リトルシニア
- 坂本一将：浦和学院高→東洋大→セガサミー→石川MS→オリックス（16育④）
- 長谷川潤：成立学園高→金沢学院大→石川MS→巨人（15育⑧）→石川MS
- 南貴樹：浦和学院高→ソフトバンク（10③）
- 茂木栄五郎：桐蔭学園高→早大→楽天（15③）
- 菅野剛士：東海大相模高→明大→日立製作所→ロッテ（17④）
- 山野辺翔：桐蔭学園高→桜美林大→三菱自動車岡崎→西武（18③）
- 笠井駿：国士舘高→東北福祉大→巨人（17育③）
- 石川亮：帝京高→日本ハム（13⑧）→オリックス
- 郡拓也：帝京高→日本ハム（16⑦）
- 山村崇嘉：東海大相模高→西武（20③）

甲府南リトルシニア
- 玉山健太：山梨学院大附高→広島（00③）
- 深沢和帆：駿台甲府高→東亜大中退→山梨球友クラブ→香川OG→巨人（06大社⑤）→

調布リトルシニア
- 田野倉利長：早稲田実高→中日（72④）→ロッテ
- 有賀佳弘：早稲田実高→早大→日産自動車→阪急（81④）→中日
- 川又米利：早稲田実高→中日（78外）
- 望月之雄：早稲田実高→中日（79外）
- 近藤章仁：桐蔭学園高→東洋大中退→清工建設→近鉄（83⑥）
- 津村潔：明大中野高→日本ハム（82外）
- 荒木大輔：早稲田実高→ヤクルト（83①）→横浜
- 板倉賢司：早稲田実高→横浜大洋（83③）
- 上福元勤：早稲田実高→巨人（83⑥）
- 竹内史英：帝京高→阪急（83外）
- 武田一浩：明大中野高→明大→日本ハム（87①）→ダイエー→中日→巨人
- 丹波健二：日体荏原高→東芝→ロッテ（91③）
- 古賀道人：関東一高→ロッテ（85⑤）
- 霜村英昭：ＰＬ学園高→ヤクルト（86外）
- 関川浩一：桐蔭学園高→駒大→阪神（90②）→中日→楽天
- 山浦孝仁：ヤクルト（出身校および入団履歴不明）
- 鈴木浩文：関東一高→早大→ヤクルト（92⑤）
- 山﨑健：関東一高→広島（90④）→ロッテ
- 坂本竜一：日大鶴ヶ丘高→西武（92⑤）
- 伊藤彰：山梨学院大附高→ヤクルト（96①）
- 苫米地鉄人：山梨学院大附高→広島（99⑥）
- 小林高也：新潟明訓高→東経大→明治安田生命→東京弥生クラブ→中日（08育②）→巨人→東京弥生クラブ
- 清宮幸太郎：早稲田実高→日本ハム（17①）

小平リトルシニア
- 小栗山晃市（俳優）

東京日野リトルシニア
- ねづっち（お笑い芸人）

- 福本誠：法政二高→法大→横浜（98④）

瑞穂リトルシニア
- 鳥谷敬：聖望学園高→早大→阪神（03自由枠）→ロッテ

八王子リトルシニア
- 遠藤政隆：日大明誠高→熊谷組→中日（93④）→ヤクルト
- 髙木大成：桐蔭学園高→慶大→西武（95①）
- 千葉英貴：日大三高→横浜（01⑥）
- 八木健史：工学院大附高→杏林大中退→横浜ベイブルース→群馬DP→ソフトバンク（12育①）→群馬DP→栃木GB→エイジェック
- 井坪陽生：関東一高→阪神（22③）

東村山リトルシニア
- 江藤智：関東高→広島（88⑤）→巨人→西武
- 鷹野史寿：浦和学院高→国士舘大→日産自動車→近鉄（99⑥）→楽天
- 小島心二郎：国士舘高→国士舘大→広島（04⑤）
- 鈴木昂平：東海大菅生高→東海大→三菱重工名古屋→オリックス（15⑦）
- オコエ瑠偉：関東一高→楽天（15①）→巨人

町田リトルシニア
- 矢澤宏太：藤嶺藤沢高→日体大→日本ハム（22①）
- 田村朋輝：酒田南高→巨人（22育②）

東大和リトルシニア
- 小野公誠：聖望学園高→東北福祉大→ヤクルト（96④）
- 岩隈久志：堀越高→近鉄（99⑤）→オリックス→楽天→マリナーズ→巨人
- 菊池涼介：武蔵工大二高→中京学院大→広島（11②）

国立リトルシニア
- 宇梶剛士（俳優）
- 木田優夫：日大明誠高→巨人（86①）→オリックス→タイガース→オリックス→ドジャース→マリナーズ→ヤクルト→日本ハム→石川MS

三鷹リトルシニア
- 矢野謙次：國學院久我山高→國學院大→巨人（02⑥）→日本ハム
- 高江洲拓哉：府中工高→中日（05高校生④）

## 東関東支部
君津リトルシニア
- 眞下貴之：東海大望洋高→横浜・横浜DeNA（09④）→新日鐵住金かずさマジック
- 大木貴将：拓大紅陵高→日大中退→香川OG→ロッテ（15育①）
- 山下幸輝：関東一高→國學院大→横浜DeNA（14⑤）

匝瑳リトルシニア
- 及川雅貴：横浜高→阪神（19③）

千葉市リトルシニア
- 松本啓二朗：千葉経大附高→早大→横浜・横浜DeNA（08①）→新日鐵住金かずさマジック
- 井上雄介：千葉経大附高→青学大→楽天（08④）
- 網谷圭将：千葉英和高→横浜DeNA（15育①）→ヤマハ
- 郡司裕也：仙台育英高→慶大→中日（19④）
- 藤平尚真：横浜高→楽天（16①）
- 中村亮太：千葉経大附高→東農大オホーツク→ソフトバンク（20育⑧）
- 齊藤伸治：習志野高→東京情報大→日本ハム（20育②）
- 石橋康太：関東一高→中日（18④）

九十九リトルシニア
- 福田将儀：習志野高→中大→楽天（14③）
- 宮内春輝：多古高→明星大→日本製紙石巻→日本ハム（22⑥）
- 伊藤翔：横芝敬愛高→徳島IS→西武（17③）
- 行木俊：横芝敬愛高→徳島IS→広島（20⑤）

竜ヶ崎リトルシニア
- 渡辺諒：東海大甲府高→日本ハム（13①）→阪神

## 南関東支部
戸塚リトルシニア
- 豊田寛：東海大相模高→国際武道大→日立製作所→阪神（21⑥）
- 森下翔太：東海大相模高→中大→阪神（22①）

## 北関東支部
深谷彩北リトルシニア
- 原口文仁：帝京高→阪神（09⑥）